# Елірія (Небраска)
Елірія (англ. Elyria) — селище (англ. village) в США, в окрузі Веллі штату Небраска. Населення — 50 осіб (2020).

## Географія
Елірія розташована за координатами 41°40′48″ пн. ш. 99°0′19″ зх. д. / 41.68000° пн. ш. 99.00528° зх. д. (41.680048, -99.005301).  За даними Бюро перепису населення США в 2010 році селище мало площу 0,69 км², уся площа — суходіл.

## Демографія
Згідно з переписом 2010 року, у селищі мешкала 51 особа в 24 домогосподарствах у складі 15 родин. Густота населення становила 74 особи/км².  Було 31 помешкання (45/км²).
Расовий склад населення:
| - 100,0 % — білих |

До двох чи більше рас належало 0,0 %. Частка іспаномовних становила 0,0 % від усіх жителів.
За віковим діапазоном населення розподілялося таким чином: 15,7 % — особи молодші 18 років, 58,8 % — особи у віці 18—64 років, 25,5 % — особи у віці 65 років та старші. Медіана віку мешканця становила 48,6 року. На 100 осіб жіночої статі у селищі припадало 88,9 чоловіків;  на 100 жінок у віці від 18 років та старших — 79,2 чоловіків також старших 18 років.
Середній дохід на одне домашнє господарство  становив 47 184 долари США (медіана — 61 875), а середній дохід на одну сім'ю — 49 272 долари (медіана — 65 000). За межею бідності перебувало 25,6 % осіб, у тому числі 30,8 % дітей у віці до 18 років та 20,0 % осіб у віці 65 років та старших.
Цивільне працевлаштоване населення становило 26 осіб. Основні галузі зайнятості: освіта, охорона здоров'я та соціальна допомога — 26,9 %, мистецтво, розваги та відпочинок — 23,1 %, роздрібна торгівля — 11,5 %, будівництво — 11,5 %.